# José Antela
José Antela Conde (Teis, 1900 - Vigo, 27 de agosto de 1936) fue un camarero y político socialista de Galicia (España), alcalde de la población pontevedresa de Lavadores durante la Segunda República, ejecutado víctima de la represión de los sublevados en la Guerra Civil.
Cuando se produjo el golpe de Estado de julio de 1936 que dio lugar a la Guerra Civil, el día 20 en Vigo, al tiempo que se leía el bando de guerra en la Puerta del Sol, fueron asesinados quince vecinos que increparon a los militares sublevados. A partir de ese momento y hasta el día 23, en Vigo y otras localidades próximas, incluyendo Lavadores, se mantuvo cierta resistencia a los golpistas por parte de miembros de las fuerzas integrantes del Frente Popular y sindicalistas de la UGT, CNT, así como de la FAI. Fracasada la resistencia, muchos dirigentes obreros, líderes políticos y vecinos sin adscripción alguna fueron detenidos. José Antela, no obstante, se presentó voluntario, acompañado del cura de Mos y un oficial del ejército ante un juez de Vigo cuando se enteró de que era reclamado por la justicia. Fue juzgado en un consejo de guerra el 22 de agosto, condenado a muerte por traición y a la pena accesoria de multa de un millón de pesetas. Fue ejecutado en el cementerio de Pereiró cinco días después, junto al alcalde de Vigo, Emilio Martínez Garrido, el presidente de la agrupación socialista de Vigo, Apolinar Torres, Ramón González Brunet, Waldo Gil Santóstegui, Manuel Rey Gómez y los diputados y exdiputados socialistas Ignacio Seoane, Enrique Heraclio Botana Pérez y Antonio Bilbatúa Zubeldía. Su hermano, Luis Antela, también residente en Lavadores, fue asesinado en una saca.